# الشعاب المرجانية في جامايكا

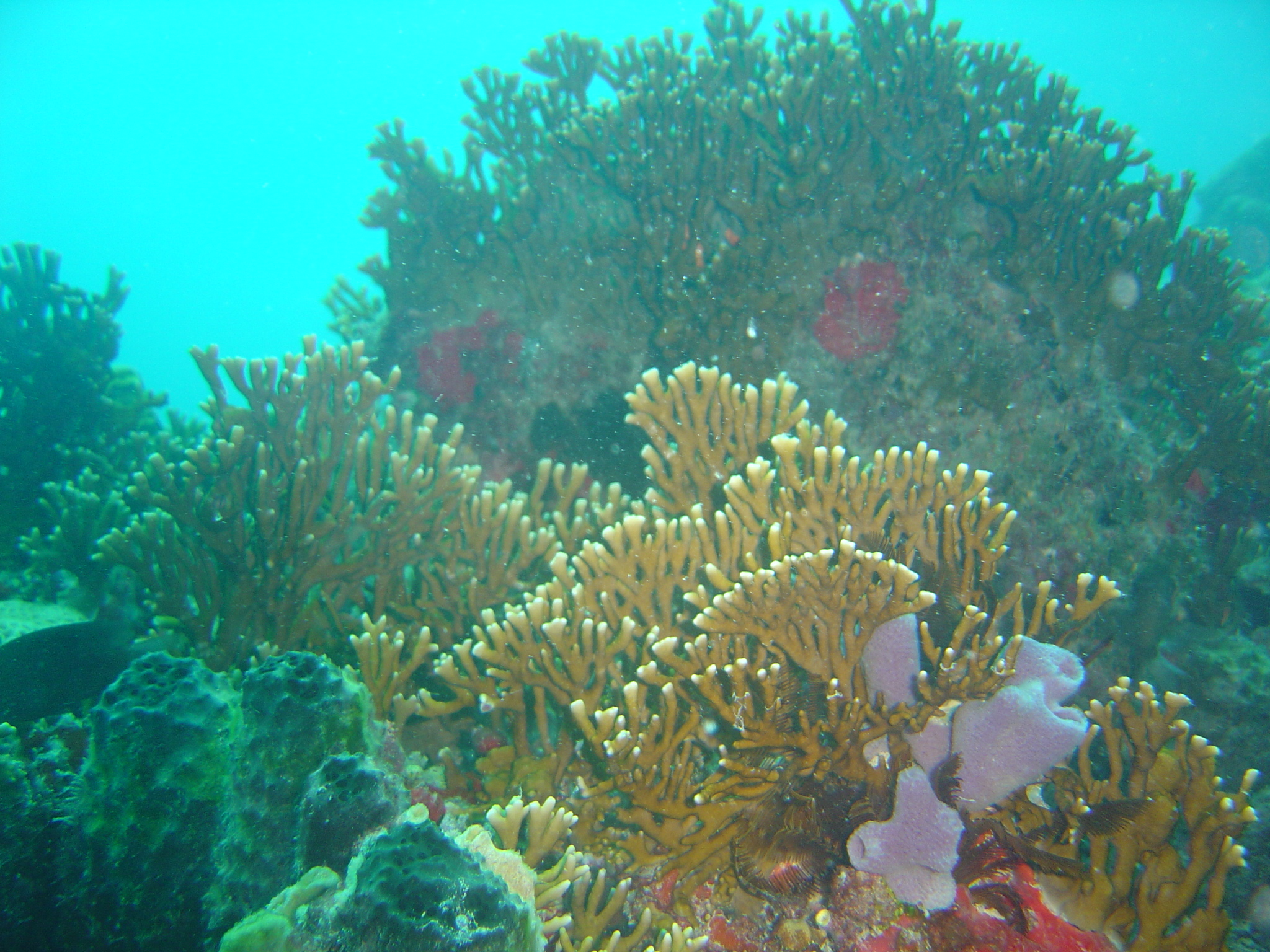
شعاب مرجانية سليمة

جامايكا جزيرة تقع في البحر الكاريبي، وهي مشهورة بكونها قبلة سياحية جذابة، بسبب شواطئها الصافية البيضاء الرمال، لكنها تواجه في الوقت الراهن مشكلة الاستنزاف الجماعي للمرجان. ساهمت عوامل بيئية وبشرية في دمار تلك الشعاب المرجانية، فكان لها من ثَم أثر حتمي في استدامة البيئة والاقتصاد في جامايكا. اتُّخذت بالفعل إجراءات لمواجهة العواقب السلبية المرتبطة بخسارة المرجان، الذي يُعد رمزًا للأمل في إحياء بيئة جامايكا وتجديدها.

## أسباب الاضمحلال

### التغير المناخي
مع استمرار تراكم انبعاثات ثاني أكسيد الكربون في الغلاف الجوي، أضحى التغير المناخي من العوامل المهمة المؤثرة في حياة الشعاب المرجانية المحيطة بجزيرة جامايكا.

#### ابْيضاض المرجان
ارتفاع مستويات ثاني أكسيد الكربون في الغلاف الجوي متصل اتصالًا مباشرًا بارتفاع درجات الحرارة، التي لُوحظ أن لها آثارًا سلبية في سلامة المرجان. إن التغير المناخي من الدوافع إلى ابْيضاض المرجان، الذي يَنتج عن ارتفاع درجات حرارة سطح البحر فوق المستويات العادية، وهذا يضطر السلائل المرجانية إلى طرد الطحالب التي كانت تربطها بها علاقة تعايُشية جوانية. إنّ المرجان الاستوائي يفضل الماء الأدفأ، وعادة ما يسكن بالقرب من السطح، عند أقصى حد حراري يتحمله، لكن عندما تبدأ درجة حرارة البحر في الازدياد متجاوزة الحد الاعتيادي، يصبح المرجان تحت ضغط. ما إن تصبح الظروف المناخية غير مناسبة للمعيشة، يُضطر المرجان إلى تلك العملية بوصفها حلًّا قصير الأجل للبقاء، لكن التعرض للظروف المذكورة لوقت طويل يمكن أن يؤدي إلى موت جماعي للمرجان. من دون مزوِّد الطاقة الرئيس، يتعرض المرجان لمجاعة، ثم يفقد لونه من جراء هذا، وهذا يؤدي إلى قاع بحر مليء بالشعاب المرجانية المُبْيضّة.

#### تحمّض المحيط
أيضًا من تبعات الاحتباس الحراري: تحمّض المحيط. يذوب ثاني أكسيد الكربون في ماء البحر، فيتغير تركيبه الكيميائي، فيصبح فيه حمض الكربونيك، وهذا الحمض يغير درجة الأس الهيدروجيني للماء، فيقللها ويجعل الماء أكثر حموضة. يؤثر تحمّض المحيط تأثيرًا سلبيًّا في المرجان، إذ يغير معدل تكوينه لهيكله. المكون الأساسي لهيكل المرجان هو كربونات الكالسيوم، وهي تتحلل في وجود ذلك الحمض. بعد ذلك تتعطل الدورة الكربونية، فيؤدي هذا إلى نقصان تركيز أيونات الكربونات في مياه البحر. في ذلك الوقت يكون التكلس البحري قد تأثر تأثرًا عكسيًّا، وهذا ينعكس على الكائنات المكلِّسة التي منها المرجان، إذ تزداد عليها صعوبة بناء هياكلها المكونة من كربونات الكالسيوم. ومن غير الهيكل الداعم، طبيعي ولا ريب أن المرجان سيصبح أضعف وأكثر عرضة للتلف في أثناء هبوب أي عاصفة على سبيل المثال، في حين أن معدل النمو والتعافي يكون أبطأ.